# Fluorid selenový
Fluorid selenový (též hexafluorid selenu) je anorganická sloučenina se vzorcem SeF6. Jedná se o bezbarvý plyn, který má odporný zápach.
Běžně se s ním nesetkáváme a rovněž nemá žádné praktické použití.

## Struktura, příprava a reakce

### Struktura
Stejně jako mnoho ostatních sloučenin selenu, je také fluorid selenový hypervalentní. Má oktaedrický tvar molekuly s vazbou Se–F dlouhou 168,8 pm.

### Příprava
SeF6 může být připraven buď přímým slučováním prvků:
Se + 3 F2 → SeF6, nebo reakcí fluoridu bromitého s oxidem seleničitým:
Br2F6 + SeO2 → SeF6 + Br2 + O2.

### Reaktivita
Reaktivita hexafluoridů chalkogenů klesá v pořadí TeF6 > SeF6 > SF6, přičemž nejméně reaktivní SF6 je v podstatě inertní vůči hydrolýze při vysokých teplotách, SeF6 také odolává hydrolýze a plynný může projít 10% roztokem NaOH nebo KOH beze změny, ovšem reaguje s plynným amoniakem při 200 °C.

## Bezpečnost
Fluorid selenový je toxický již při malých koncentracích.
Ve Spojených státech amerických byl stanovena nejvyšší přípustná koncentrace SeF6 ve vzduchu na hodnotu 0,05 ppm v průměru za osmihodinovou pracovní směnu.